# Föhr
Föhr phát âmⓘ (tiếng Bắc Frisia Fering: Feer; tiếng Đan Mạch: Før) là một hòn đảo thuộc quần đảo Bắc Frisia nằm trong biển Bắc, bên ngoài khơi Đức. Nó là một phần của huyện Nordfriesland của bang Schleswig-Holstein. Föhr là đảo lớn thứ nhì của Đức ở biển Bắc và là một địa điểm du lịch nổi tiếng. Có một thị trấn và mười một điểm dân cư khác trên đảo. Khí hậu điạ phương với mùa hè mát và mùa đông dịu.
Là nơi có người sống từ thời đồ đá mới, Föhr từng là một phần của Bắc Frisia lục địa cho tới năm 1362. Sau khi vùng duyên hải trải qua một trận lụt lớn do bão, nhiều hòn đảo được tạo nên, Föhr là một trong số đó. Miền bắc Föhr là đồng lầy trong khi miền nam là geest. Từ thời trung cổ đến 1864, Föhr thuộc về Đan Mạch và Công quốc Schleswig, nhưng sau đó được chuyển cho Phổ do kết quả của chiến tranh Schleswig lần hai. Giao thương trên biển từ lâu đã là nghề quan trọng tại đây, nhưng nông nghiệp và rồi du lịch trở thành nhân tố kinh tế quan trọng nhất vào cuối thời kỳ thuyền buồm.
Ngoài tiếng Đức, một phương ngữ tiếng Bắc Frisia, Fering, hiện diện tại Föhr.

## Tổng quan
Föhr tọa lạc phía đông nam Sylt; nó là đảo lớn nhất của Đức ở biến Bắc, có dân số đông nhất và diện tích bề mật lớn nhất. Có thể đến đây bằng tàu hoặc máy bay (không có cầu, đường hầm hay đường đắp kết nối với đất liền).
Dân số Föhr là 8.592 (thống kê 1 tháng 12 năm 2010). Thị trấn duy nhất là Wyk ở bờ đông nam, mà cũng là một điểm du lịch nổi tiếng. Ngoài ra còn có mười bảy ngôi làng nhỏ được phân vào 11 điểm dân cư. Chúng là một phần của Amt Föhr-Amrum:
- Alkersum (Fering: Aalkersem)
- Borgsum (Borigsem)
- Dunsum (Dunsem), gồm tiểu và đại Dunsum
- Midlum (Madlem)
- Nordseebad Nieblum (Njiblem) với làng Goting (Guating) lân cận
- Oevenum (Ööwnem)
- Oldsum (Olersem) với Toftum (Taftem) và Klintum (Klantem)
- Süderende (Söleraanj)
- Nordseebad Utersum (Ödersem) với làng Hedehusum (Hedehüsem)
- Witsum (Wiisem)
- Wrixum (Wraksem)

Gần như tất cả địa điểm đều có đuôi -um, nghĩa là "nhà".

## Khí hậu
| Dữ liệu khí hậu của Wrixum (1961–1990)  | Dữ liệu khí hậu của Wrixum (1961–1990) | Dữ liệu khí hậu của Wrixum (1961–1990) | Dữ liệu khí hậu của Wrixum (1961–1990) | Dữ liệu khí hậu của Wrixum (1961–1990) | Dữ liệu khí hậu của Wrixum (1961–1990) | Dữ liệu khí hậu của Wrixum (1961–1990) | Dữ liệu khí hậu của Wrixum (1961–1990) | Dữ liệu khí hậu của Wrixum (1961–1990) | Dữ liệu khí hậu của Wrixum (1961–1990) | Dữ liệu khí hậu của Wrixum (1961–1990) | Dữ liệu khí hậu của Wrixum (1961–1990) | Dữ liệu khí hậu của Wrixum (1961–1990) | Dữ liệu khí hậu của Wrixum (1961–1990) |
| Tháng                                   | 1                                      | 2                                      | 3                                      | 4                                      | 5                                      | 6                                      | 7                                      | 8                                      | 9                                      | 10                                     | 11                                     | 12                                     | Năm                                    |
| --------------------------------------- | -------------------------------------- | -------------------------------------- | -------------------------------------- | -------------------------------------- | -------------------------------------- | -------------------------------------- | -------------------------------------- | -------------------------------------- | -------------------------------------- | -------------------------------------- | -------------------------------------- | -------------------------------------- | -------------------------------------- |
| Trung bình ngày °C (°F)                 | 1.1 (34.0)                             | 0.9 (33.6)                             | 3.0 (37.4)                             | 6.4 (43.5)                             | 11.0 (51.8)                            | 14.4 (57.9)                            | 15.8 (60.4)                            | 16.1 (61.0)                            | 13.8 (56.8)                            | 10.3 (50.5)                            | 5.7 (42.3)                             | 2.4 (36.3)                             | 8.4 (47.1)                             |
| Lượng Giáng thủy trung bình mm (inches) | 61.6 (2.43)                            | 36.2 (1.43)                            | 48.4 (1.91)                            | 41.7 (1.64)                            | 44.2 (1.74)                            | 63.1 (2.48)                            | 68.8 (2.71)                            | 70.8 (2.79)                            | 88.2 (3.47)                            | 97.5 (3.84)                            | 97.4 (3.83)                            | 74.9 (2.95)                            | 792.8 (31.21)                          |
| Số giờ nắng trung bình tháng            | 42.4                                   | 71.0                                   | 110.2                                  | 169.8                                  | 229.3                                  | 229.7                                  | 213.4                                  | 213.6                                  | 139.5                                  | 89.3                                   | 50.0                                   | 38.1                                   | 1.596                                  |
| Nguồn: Deutscher Wetterdienst           |                                        |                                        |                                        |                                        |                                        |                                        |                                        |                                        |                                        |                                        |                                        |                                        |                                        |